# Stelvio Cipriani
Stelvio Cipriani (Rome, 20 augustus 1937 — aldaar, 1 oktober 2018) was een Italiaans filmcomponist. Cipriani schreef muziek voor ruim 200 films.

## Biografie
Cipriani studeerde piano aan het Santa Cecilia conservatorium in Rome en reisde aanvankelijk als pianist op cruiseschepen. Na zijn terugkeer in Italië begeleidde hij onder meer Rita Pavone. Tussen 1955 en 1965 verbleef Cipriani ook in de VS, waar hij speelde met Dave Brubeck.
Zijn eerste soundtrack was voor de spaghettiwestern The Bounty Killer in 1966, gevolgd door The Stranger Returns in 1967. Hij werkte voornamelijk in Italië, maar schreef ook muziek voor Hollywoodfilms, zoals Tentacles (1977) met John Huston en Henry Fonda in de hoofdrol. Naast western schreef hij ook voor verschillende andere genres zoals horror en actiefilms.
In 2007 gebruikte Quentin Tarantino een van zijn stukken in Death Proof. Drie van zijn stukken ("La polizia sta a guardere", "La polizia ha le mani legate" en "La polizia chiede aiuto") werden gebruikt in de film Amer van Hélène Catto en Bruno Forzani uit 2009.

## Werken (selectie)
- The Bounty Killer (1966)
- Un uomo, un cavallo, una pistola (The Stranger Returns) (1967)
- Anonimo Veneziano (The Anonymous Venetian) (1970)
- Ecologia del delitto (A Bay of Blood) (1971)
- Gli orrori del castello di Norimberga (Baron Blood) (1972)
- Tre per una grande rapina (Le mataf) (1973)
- Squadra volante (Emergency Squad) (1974)
- Il medaglione insanguinato (The Cursed Medallion) (1975)
- Mark il poliziotto (Mark of the Cop) (1975)
- Blondy (1976)
- Dedicato a una stella (Take All of Me) (1976)
- Tentacoli (Tentacles) (1977)
- Solamente nero (The Bloodstained Shadow) (1978)
- Sono Stato un Agente C.I.A. (Covert Action) (1978)
- Affare Concorde (Concorde Affaire '79) (1979)
- Incontri con gli umanoidi (Encounters in the Deep) (1979)
- Incubo sulla città contaminata (Nightmare City) (1980)
- Piranha II: Flying Killers (1982)
- La casa del tappeto giallo (The House of the Yellow Carpet) (1983)
- La notte degli squali (Night of the Sharks) (1988)
- Voices from Beyond (1991)
- Sinfonia Vaticano - L'arte Dello Spirito (1996)
- Death, Deceit and Destiny Aboard the Orient Express (2001)
- Pirgioniero di un segreto (2010)
- Papaya dei Caraibi (1978) (Papaya, Love Goddess of the Cannibals) (2010)
- Balando il silenzio (2015)